# クリス・アイアネッタ
- クリス・イアネッタ
- クリス・イアンネタ

クリストファー・ドメニク・アイアネッタ（Christopher Domenic Iannetta（[ˈaɪənɛtə]）、1983年4月8日 - ）はアメリカ合衆国・ロードアイランド州プロビデンス出身の元プロ野球選手（捕手）。右投右打。愛称はCI。
日本語メディアではクリス・イアネッタと表記されることも多い。他に、Yahoo!スポーツ等では、クリス・イアンネタと表記されることもある。

## 経歴

### プロ入り前
1983年、ロードアイランド州プロビデンスでイタリア系移民夫婦の長男として生まれる。父ドメニクは8歳のときにスカーポリから、母マリアは5歳のときにナポリから、それぞれ一家でプロビデンスに移り住み、小学校時代からの幼馴染みであった。子供のころは、ロードアイランド州の北に接するマサチューセッツ州はボストンに本拠地を置くボストン・レッドソックスの試合を、同球団の本拠地球場フェンウェイ・パークやテレビなどで観戦していた。
身体能力に秀でた子供というわけでもなかったので、野球で三塁手としてプレーする以外にはスポーツは行っていなかった。アイアネッタが所属していたリトルリーグのある日の試合で、チームメイトの捕手が手首を怪我したため、コーチがその代役にアイアネッタを指名。最初は嫌がっていたアイアネッタだったが、母から説得されて一時的に転向、その後このポジションの面白さを知ると元のポジションには戻ることはなかった。当時はTBSがアトランタ・ブレーブスの試合を全米中継していたため、そこで正捕手をしていたハビー・ロペスに憧れを抱くようになる。
セント・ラファエル・アカデミー在籍時からドラフト指名の噂もあったが、結局指名されずノースカロライナ大学へ進学。学業面では数学を専攻し、野球では1年次から3年間にわたり正捕手として出場。2004年には、大学野球最優秀捕手に贈られるジョニー・ベンチ賞の候補45人にノミネートされた。

### プロ入りとロッキーズ時代

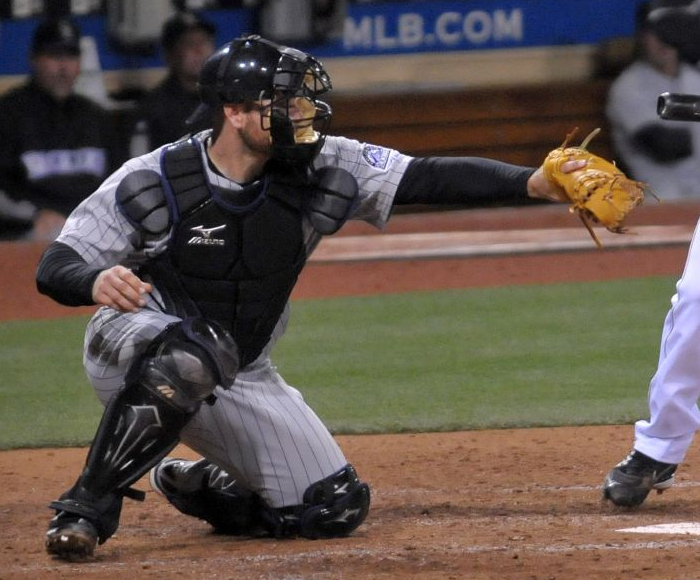
コロラド・ロッキーズ時代
(2008年4月16日)

2004年のMLBドラフト4巡目（全体110位）でコロラド・ロッキーズから指名され、プロ入り。2巡目で一緒に入団したセス・スミスとはその後長くプレーした。
入団直後にマイナーリーグのA級アッシュビル・ツーリスツに配属された。
2005年にはA+級モデスト・ナッツを経てAA級タルサ・ドリラーズに昇格、夏にはマイナーリーグのオールスター・フューチャーズゲームにも選出される。
2006年初め、通算3000本安打以上でアメリカ野球殿堂入りしている好打者のウェイド・ボッグスから広角へ打ち分ける技術をアドバイスされてシーズンに臨むと、AA級タルサで44試合に出場し打率.321・OPS1.040の好成績を挙げ、昇格したAAA級コロラドスプリングス・スカイソックスでも47試合で打率.351・OPS.950を記録した。
同年8月26日にメジャー昇格した。昇格を告げられたときは「ジョークだと思った。信じられなかったけど『これは本当だ』と言われたもんだから地に足が着かなかった」という。翌27日のサンディエゴ・パドレス戦に「6番・捕手」として先発出場しメジャーデビュー、第3打席でジェイク・ピービーからメジャー初安打を記録するが、そこから6試合で22打数2安打・打率.091と低迷。守備面でも、ベンチコーチのジェイミー・カークから「絶対に捕らなきゃいけないような球まで落としちゃうくらい緊張してたな。うちのマイナーの連中から前評判は聞いてたから、最初に見たときは別人かと思ったよ」と指摘されるほどだった。その後は持ち直し、21試合に出場して打率.260・OPS.759という成績で1年目を終える。
2007年1月、ロッキーズがハビー・ロペスと契約。憧れだった選手がポジション争いのライバルのひとりとなる。スプリングトレーニングでアイアネッタは、チームメイトのトッド・ヘルトンに「これほどの潜在能力を持ったやつはたぶん今まで見たことがない」と言わしめるなど、成長をアピール。これを認めたチームはロペスを解雇してアイアネッタに枠を与えることにし、さらに、前年のチームにおいて捕手最多出場だったヨービット・トレアルバを差し置いて開幕戦に8番・捕手として先発出場させた。しかし、5月終了時点で打率.193・OPS.655と打撃面で低迷し、出場機会は徐々に減っていく。6月12日 - 14日には幼少期に通ったフェンウェイ・パークへ遠征してのレッドソックス戦があり、家族や友人から試合のチケットをせがまれたが、出場はなかった。8月にはAAA級コロラドスプリングスへ降格し、そこで3週間を過ごす。メジャー復帰後、チームは9月の28試合を20勝8敗で乗り切り、さらに163試合目となるパドレスとのワンゲームプレーオフを制してワイルドカードでのポストシーズン進出を決めたが、その中でアイアネッタが出場したのは13試合（うち先発出場9試合）に留まり、ポストシーズンには出場できずにシーズンを終えた。ロッキーズはトレアルバを正捕手として2007年のワールドシリーズに進出した。
2008年、ロッキーズGMのダン・オダウドが「メジャーで控え捕手をさせるよりはAAA級で毎日試合に出してやったほうがいいかもしれない」と考えていることを知ったアイアネッタは、オダウドに「AAA級で得るものはもう何もない。自分がメジャーでも通用するレベルにいることを証明してみせる」と直談判し、マイナー降格を免れて控え捕手の地位を得る。シーズン開幕直後の3・4月は28試合中で出場11試合（うち先発出場9試合）と出場機会が限られていたが、5月4日から5試合続けて先発したのを機に出場が増え始め、シーズン最終月の9月には24試合全てに出場（1試合を除き全て先発）するなど、正捕手の座をトレアルバから奪ってシーズン通算106試合に出場した。打撃面では、シーズン開幕前に同僚のブラッド・ホープからスウィングのコツを、マット・ホリデイから外角球の捌き方を、それぞれアドバイスしてもらったことが実を結び、キャリアを通じて自己最高の成績で、打率.264・22本塁打・65打点・出塁率.390・長打率.505・OPS.895などを記録し、規定打席には96打席不足していたもののこの年のシルバースラッガー賞のブライアン・マッキャンと同水準の好成績だった。守備面では失策0で守備率10割を達成し、また捕手防御率（CERA）でもトレアルバの数字を上回った。
2009年春開催の第2回ワールド・ベースボール・クラシック（WBC）のアメリカ合衆国代表に選出されている。WBCの大会規定上アイアネッタは、自身の出身国であるアメリカ合衆国と、両親の出身国であるイタリアと、2か国の代表のどちらに入るか選ぶことができた。そのため当初は、自分と同じイタリア系アメリカ人で第1回WBCにイタリア代表として出場した経験を持つチームメイトのジェイソン・グリーリから誘われたことや、アメリカ合衆国代表の捕手陣はブライアン・マッキャンとジョー・マウアーの2人で決まりだろうと予測していたことから、イタリア代表入りを決めていた。しかしその後、マウアーが腎臓手術を受けたことを理由にWBCを辞退すると、アイアネッタはアメリカ合衆国代表で参加することになった。同大会では4試合に出場、13打数4安打・1本塁打・6打点を挙げた。

### エンゼルス時代
2011年オフにタイラー・チャットウッドとの交換トレードでロサンゼルス・エンゼルス・オブ・アナハイムへ移籍。
エンゼルス加入1年目のシーズンとなる2012年は、5月に手首を骨折して長期間故障者リスト入りしたため、出場試合数は79試合に留まったが、キャッチャー出身であり、捕手に対する評価が厳しいマイク・ソーシア監督から一定の評価を得た。まず打撃面では、79試合で9本塁打を記録した。守備面では、ジェレッド・ウィーバー、アービン・サンタナ、ジェローム・ウィリアムズらの好投を支える好リードを見せた。5月2日のミネソタ・ツインズ戦ではジェレッド・ウィーバーのノーヒットノーランの試合で捕手としてフル出場した。オフの10月5日にエンゼルスと3年1550万ドルで契約を延長した。

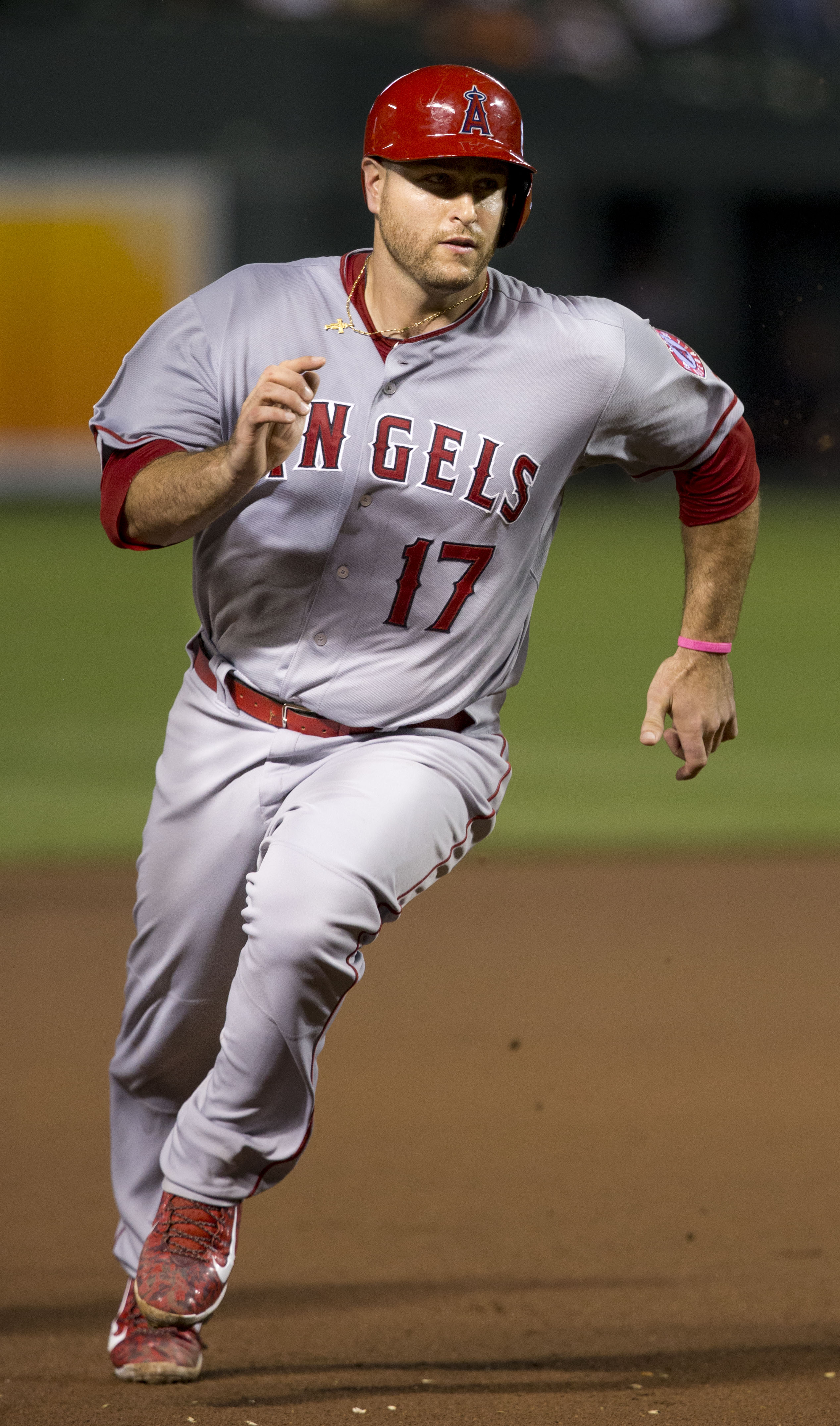
ロサンゼルス・エンゼルスでの現役時代
(2015年5月16日)

2013年は115試合に出場し、2年ぶりの2桁となる11本塁打を記録したが、打率は.225に留まり、三振100は自己ワーストだった。その一方で、失投を待つ打撃スタイルを実践し、四球が大幅に増えた為、出塁率は高かった。守備面では、メジャー全体でワースト2位となる84の盗塁を許し、捕球能力やリード能力でも課題ありとされた。
2014年は108試合の出場で打率.252・7本塁打・43打点という打撃成績を記録した。本塁打は減少したが二塁打が増え、自己最多タイとなる22本を記録した。出塁率は相変わらず高く、.373であった。課題とされていた守備面では、盗塁阻止率を30%まで戻したが、DRSで -10、2年連続40以上となる44のワイルドピッチを記録するなど、改善されなかった。
2015年はカルロス・ペレスと併用で、チームの捕手では最多の92試合に出場。しかし、打撃成績は不振を極め、自身2度目の.100台となる打率.188に終わった。ただ、2年ぶりの2桁となる10本塁打を記録し、通算100本塁打を達成した。他方の守備面では、3失策・守備率.996・DRS +7という好成績を記録し、特にDRSは2011年に次ぐ自己2位の好数値であった。盗塁阻止率に関しては、59回中44回で決められて25%だった。オフの11月2日にFAとなった。

### マリナーズ時代
2015年11月23日にシアトル・マリナーズと1年425万ドルの契約を結んだ。
2016年は94試合に出場して打率.210、7本塁打、24打点を記録した。オフの11月3日にFAとなった。

### ダイヤモンドバックス時代
2017年1月13日にアリゾナ・ダイヤモンドバックスと1年150万ドルで契約を結んだ。5月12日のピッツバーグ・パイレーツ戦でジョニー・バーベイトから死球を受け、4本の歯と鼻が折れる不運に見舞われた。シーズンでは89試合に出場して打率.254、17本塁打、43打点を記録した。オフの11月2日にFAとなった。

### ロッキーズ復帰
2017年12月8日にロッキーズと2年850万ドルで契約を結んだ。
2019年8月13日にDFAとなり、15日に自由契約となった。

### ヤンキース時代
2020年1月9日にニューヨーク・ヤンキースとマイナー契約で合意したと報じられ、2月3日に正式に公示された。7月21日にメジャー契約を結んで40人枠入りしたが、1試合も出番が無いまま8月1日にDFAとなり、4日にマイナー契約となった。8月8日に現役引退を発表した。

## 選手としての特徴
- 通算打撃は平均以下だが、四球率は13.5%と高い。
- 通算守備は盗塁阻止率が24%と低い。

## 詳細情報

### 年度別打撃成績
| 年 度     | 球 団     | 試 合 | 打 席 | 打 数 | 得 点 | 安 打 | 二 塁 打 | 三 塁 打 | 本 塁 打 | 塁 打 | 打 点 | 盗 塁 | 盗 塁 死 | 犠 打 | 犠 飛 | 四 球 | 敬 遠 | 死 球 | 三 振 | 併 殺 打 | 打 率 | 出 塁 率 | 長 打 率 | O P S |
| --------- | --------- | ----- | ----- | ----- | ----- | ----- | -------- | -------- | -------- | ----- | ----- | ----- | -------- | ----- | ----- | ----- | ----- | ----- | ----- | -------- | ----- | -------- | -------- | ----- |
| 2006      | COL       | 21    | 93    | 77    | 12    | 20    | 4        | 0        | 2        | 30    | 10    | 0     | 1        | 1     | 1     | 13    | 2     | 1     | 17    | 1        | .260  | .370     | .390     | .759  |
| 2007      | COL       | 67    | 234   | 197   | 22    | 43    | 8        | 3        | 4        | 69    | 27    | 0     | 0        | 1     | 2     | 29    | 3     | 5     | 58    | 3        | .218  | .330     | .350     | .681  |
| 2008      | COL       | 104   | 407   | 333   | 50    | 88    | 22       | 2        | 18       | 168   | 65    | 0     | 0        | 2     | 2     | 56    | 0     | 14    | 92    | 6        | .264  | .390     | .505     | .895  |
| 2009      | COL       | 93    | 350   | 289   | 41    | 66    | 15       | 2        | 16       | 133   | 52    | 0     | 1        | 1     | 6     | 43    | 3     | 11    | 75    | 4        | .228  | .344     | .460     | .804  |
| 2010      | COL       | 61    | 223   | 188   | 20    | 37    | 6        | 1        | 9        | 72    | 27    | 1     | 0        | 0     | 1     | 30    | 2     | 4     | 48    | 4        | .197  | .318     | .383     | .701  |
| 2011      | COL       | 112   | 426   | 345   | 51    | 82    | 17       | 1        | 14       | 143   | 55    | 6     | 3        | 2     | 4     | 70    | 5     | 5     | 89    | 10       | .238  | .370     | .414     | .785  |
| 2012      | LAA       | 79    | 253   | 221   | 27    | 53    | 6        | 1        | 9        | 88    | 26    | 1     | 3        | 0     | 1     | 29    | 0     | 2     | 60    | 4        | .240  | .332     | .398     | .730  |
| 2013      | LAA       | 115   | 399   | 325   | 40    | 73    | 15       | 0        | 11       | 121   | 39    | 0     | 1        | 0     | 4     | 68    | 2     | 2     | 100   | 8        | .225  | .358     | .372     | .731  |
| 2014      | LAA       | 108   | 373   | 306   | 41    | 77    | 22       | 0        | 7        | 120   | 43    | 3     | 0        | 0     | 5     | 54    | 3     | 8     | 91    | 3        | .252  | .373     | .392     | .765  |
| 2015      | LAA       | 92    | 317   | 272   | 28    | 51    | 10       | 0        | 10       | 91    | 34    | 0     | 1        | 0     | 3     | 41    | 1     | 1     | 83    | 11       | .188  | .293     | .335     | .628  |
| 2016      | SEA       | 94    | 338   | 295   | 23    | 62    | 14       | 0        | 7        | 97    | 24    | 0     | 0        | 1     | 2     | 38    | 0     | 2     | 83    | 4        | .210  | .303     | .329     | .631  |
| 2017      | ARI       | 89    | 316   | 272   | 38    | 69    | 19       | 0        | 17       | 139   | 43    | 0     | 0        | 0     | 1     | 37    | 0     | 6     | 87    | 3        | .254  | .354     | .511     | .865  |
| 2018      | COL       | 110   | 360   | 299   | 36    | 67    | 13       | 1        | 11       | 115   | 36    | 0     | 0        | 1     | 3     | 50    | 5     | 7     | 87    | 13       | .224  | .345     | .385     | .730  |
| 2019      | COL       | 52    | 164   | 144   | 20    | 32    | 10       | 0        | 6        | 60    | 21    | 0     | 0        | 0     | 1     | 18    | 3     | 1     | 54    | 9        | .222  | .311     | .417     | .728  |
| MLB：14年 | MLB：14年 | 1197  | 4253  | 3563  | 449   | 820   | 181      | 11       | 141      | 1446  | 502   | 11    | 10       | 9     | 36    | 576   | 29    | 69    | 1024  | 83       | .230  | .345     | .406     | .751  |

### 年度別守備成績
捕手守備
| 年 度 | 球 団 | 捕手（C） | 捕手（C） | 捕手（C） | 捕手（C） | 捕手（C） | 捕手（C） | 捕手（C） | 捕手（C） | 捕手（C） | 捕手（C） | 捕手（C） |
| 年 度 | 球 団 | 試 合     | 刺 殺     | 補 殺     | 失 策     | 併 殺     | 守 備 率  | 捕 逸     | 企 図 数  | 許 盗 塁  | 盗 塁 刺  | 阻 止 率  |
| ----- | ----- | --------- | --------- | --------- | --------- | --------- | --------- | --------- | --------- | --------- | --------- | --------- |
| 2006  | COL   | 21        | 139       | 8         | 0         | 3         | 1.000     | 2         | 21        | 18        | 3         | .143      |
| 2007  | COL   | 60        | 301       | 27        | 1         | 1         | .997      | 4         | 43        | 33        | 10        | .233      |
| 2008  | COL   | 100       | 606       | 51        | 0         | 4         | 1.000     | 6         | 53        | 41        | 12        | .226      |
| 2009  | COL   | 89        | 542       | 59        | 5         | 10        | .992      | 2         | 68        | 50        | 18        | .265      |
| 2010  | COL   | 52        | 373       | 32        | 6         | 2         | .985      | 5         | 45        | 35        | 10        | .222      |
| 2011  | COL   | 105       | 733       | 82        | 2         | 7         | .998      | 8         | 100       | 70        | 30        | .300      |
| 2012  | LAA   | 78        | 495       | 35        | 2         | 3         | .996      | 8         | 62        | 46        | 16        | .258      |
| 2013  | LAA   | 113       | 725       | 51        | 5         | 6         | .994      | 6         | 104       | 84        | 20        | .192      |
| 2014  | LAA   | 104       | 744       | 36        | 2         | 5         | .997      | 4         | 70        | 49        | 21        | .300      |
| 2015  | LAA   | 85        | 624       | 44        | 3         | 3         | .996      | 6         | 59        | 44        | 15        | .254      |
| 2016  | SEA   | 93        | 722       | 42        | 5         | 2         | .993      | 6         | 65        | 45        | 20        | .308      |
| 2017  | ARI   | 78        | 617       | 36        | 6         | 1         | .991      | 5         | 33        | 25        | 8         | .242      |
| 2018  | COL   | 99        | 692       | 29        | 4         | 2         | .994      | 4         | 56        | 48        | 8         | .143      |
| 2019  | COL   | 45        | 300       | 16        | 3         | 1         | .991      | 2         | 23        | 19        | 4         | .174      |
| MLB   | MLB   | 1122      | 7613      | 548       | 44        | 50        | .995      | 68        | 802       | 607       | 195       | .243      |

内野守備
| 年 度 | 球 団 | 一塁（1B） | 一塁（1B） | 一塁（1B） | 一塁（1B） | 一塁（1B） | 一塁（1B） | 三塁（3B） | 三塁（3B） | 三塁（3B） | 三塁（3B） | 三塁（3B） | 三塁（3B） |
| 年 度 | 球 団 | 試 合      | 刺 殺      | 補 殺      | 失 策      | 併 殺      | 守 備 率   | 試 合      | 刺 殺      | 補 殺      | 失 策      | 併 殺      | 守 備 率   |
| ----- | ----- | ---------- | ---------- | ---------- | ---------- | ---------- | ---------- | ---------- | ---------- | ---------- | ---------- | ---------- | ---------- |
| 2008  | COL   | -          | -          | -          | -          | -          | -          | 1          | 1          | 1          | 0          | 0          | 1.000      |
| 2010  | COL   | 3          | 10         | 1          | 0          | 2          | 1.000      | 1          | 0          | 0          | 0          | 0          | ----       |
| 2011  | COL   | 2          | 4          | 0          | 0          | 0          | 1.000      | 1          | 0          | 0          | 0          | 0          | ----       |
| 2015  | LAA   | 2          | 5          | 0          | 0          | 0          | 1.000      | -          | -          | -          | -          | -          | -          |
| 2017  | ARI   | -          | -          | -          | -          | -          | -          | 1          | 0          | 0          | 0          | 0          | ----       |
| MLB   | MLB   | 7          | 19         | 1          | 0          | 2          | 1.000      | 4          | 1          | 1          | 0          | 0          | 1.000      |

- 各年度の太字はリーグ最高

### タイトル・表彰・記録
MLB
- 週間MVP（英語版）：1回 (2013年9月15日)
- シーズン守備率：100% (2008年、規定の100試合以上出場の捕手として史上10人目タイ[32])
- 捕手としてノーヒットノーラン：1回 (2012年5月2日、ジェレッド・ウィーバーをリード[16])

MiLB
- オールスター・フューチャーズゲーム選出：1回（2005年）

### 背番号
- 20（2006年 - 2011年）
- 17（2012年 - 2015年）
- 33（2016年）
- 8（2017年）
- 22（2018年 - 2019年）

### 代表歴
- 2009 ワールド・ベースボール・クラシック・アメリカ合衆国代表